# Dactylochelifer popovi
Dactylochelifer popovi är en spindeldjursart som beskrevs av Vladimir V. Redikorzev 1949. Dactylochelifer popovi ingår i släktet Dactylochelifer och familjen tvåögonklokrypare. Inga underarter finns listade i Catalogue of Life.